# École nationale de l'aviation civile
École nationale de l'aviation civile (ENAC) er et fransk ingeniør-institut luftfart tilknyttet France AEROTECH.
43°33′55″N 1°28′45″Ø / 43.56528°N 1.47917°Ø
Instituttet blev oprettet i 1949 og har i dag omkring 2000 studerende. Skolens kandidater er repræsenteret i ENAC Alumni-foreningen..

## Ekstern henvisning
- http://www.enac.fr (fransk) (engelsk)